# Clarence E. Walker
Clarence Earl Walker é um historiador americano e professor emérito do Departamento de História da Universidade da Califórnia, Davis. Ele obteve bacharelado e mestrado pela Universidade Estadual de São Francisco e doutorado pela Universidade da Califórnia, Berkeley.
Walker trabalha com estudos negros americanos. Em 2001, seu livro Não podemos voltar para casa: um argumento sobre o afrocentrismo (We Can't Go Home Again: An Argument About Afrocentrism, no original, em inglês) foi selecionado como Livro Internacional do Ano pelo Suplemento Literário do The Times.
Em 2015, ele recebeu o Prêmio UC Davis para Ensino de Graduação e Desempenho Acadêmico, com uma premiação de 45 mil dólares. Ele se aposentou em junho de 2015.

### Obras
Suas publicações incluem: 
- Mongrel Nation: The America Begotten by Thomas Jefferson and Sally Hemings,  University of Virginia Press, 2009
- We Can't Go Home Again: An Argument About Afrocentrism, Oxford University Press, 2001
- Deromanticizing Black History: Critical Essays and Reappraisals, University of Tennessee Press, 1991[4]